# Кракауэр, Джон
Джон Кракауэр (англ. Jon Krakauer; род. 12 апреля 1954 г.) — американский писатель, журналист и альпинист. Самые известные его произведения: книги «В диких условиях», «В разрежённом воздухе», «Под знаменем небес» (англ. Under the Banner of Heaven) и «Как мужчины достигают славы: одиссея Пэта Тиллмана» (англ. Where Men Win Glory: The Odyssey of Pat Tillman). Сегодня произведения издаются многотысячными тиражами, по ним снимаются документальные и художественные фильмы. Кракауэр также является автором многих газетных и журнальных статей.

## Биография
Джон родился в многодетной семье в Бруклайне (штат Массачусетс). Был третьим из пяти детей. Отец — еврей и иудей Льюис Джозеф Кракауэр (англ. Lewis Joseph Krakauer); мать — Кэрол Энн Кракауэр (Carol Ann), урождённая Джоунс (Jones), скандинавского происхождения, сторонница унитарианского универсализма. С двух лет жил в городе Корваллис (штат Орегон). Отец приобщил Джона к альпинизму с восьми лет, вместе они совершали походы и восхождения в Скалистых горах и на Аляске. Обучался в высшей школе города Корваллиса, где занимался также теннисом. Джон Кракауэр окончил эту школу в 1972 году.
С отцом у Джона возникали острые конфликты по поводу его дальнейшего жизненного пути. Отец хотел, чтобы Джон стал юристом или врачом. Джон, вопреки желаниям отца, поступил на отделение естественных наук в Колледж Хэмпшира (англ. Hampshire College) в Массачусетсе, где в 1976 году получил квалификацию в области наук об окружающей среде (англ. degree in Environmental Studies). В книге «Навстречу дикой природе» много вниманию уделяется его взаимоотношениям с отцом.
В 1977 году Джон познакомился с альпинисткой Линдой Мариам Мур и женился на ней в 1980 году. Вместе они жили в Сиэтле (штат Вашингтон), но после выхода книги «В разреженном воздухе» Кракауэр с женой переехали в город Боулдер (штата Колорадо), где и живёт по сей день.

## Альпинизм
В 1975 году Кракауэр в составе группы из трёх альпинистов впервые покорил скалу Лосиный Зуб на Аляске по южному кулуару, которому дали название «Ветчина и яйца». Сейчас это самый популярный маршрут восхождения на эту скалу.
После окончания колледжа в 1977 году Джон решил покорить северную стену пика Пальца Дьявола на Аляске, высота стенной части которого составляет 1853 метра. В те годы Джон еле сводил концы с концами и работал плотником, долететь на самолёте ему было не по карману, а потому он устроился моряком на рыболовецкое судно, чтобы заработать деньги на восхождение. Путешествие к Пальцу Дьявола было очень опасным, Джон несколько раз едва не провалился в трещины. После этого он предпринял ещё две попытки восхождения на стену, но плохая погода и сходы лавин мешали ему. В результате он принял решение изменить маршрут и поднялся на вершину по простому маршруту с востока. Свои приключения на горе он описал в книге «Навстречу дикой природе» и цикле статей «Хроники Эйгера» в журнале Outside.
В 1992 году Кракауэр совершил восхождение на гору Серро-Торре в Патагонии, которая среди альпинистов считается одной из самых сложных вершин в мире из-за трудности рельефа, плохих погодных условий и штормового ветра.
В 1996 году взошёл на Эверест и стал очевидцем трагедии на Джомолунгме в мае 1996 года, когда погибло восемь участников экспедиции. Этим событиям Кракауэр посвятил книгу «В разрежённом воздухе».

## Творчество
Джон Кракауэр работал долгое время плотником и рыбаком. В ноябре 1983 года он стал журналистом-фрилансером. Слава к Джону пришла после статей в журнале Outside, где он описал своё восхождение на Эверест и историю Кристофера Маккендлесса, а также статьи об альпинизме и экстремальном спорте. Статьи Кракауэра издавались в журналах National Geographic, Rolling Stone и других известных изданиях.

## Книги

### «В диких условиях»
Книга является исследованием-биографией жизни Кристофера Маккендлесса. Главный герой рос в благополучной семье, однако имел сложные конфликтные взаимоотношения с родителями. После окончания университета он отдал на благотворительность остававшиеся у него $24 000, которые были выделены из семейного бюджета на его обучение и отправился в путь, отрекаясь от богатства и карьеры. На Криса оказало сильное влияние творчество таких писателей, как Джек Лондон, Лев Толстой, Уильям Генри Дэйвис и Генри Торо. С родителями он не поддерживал никаких контактов и принял вымышленное имя «Александр Супербродяга». Крис путешествовал пешком и автостопом по США, а затем отправился на Аляску. На Аляске он поселился в старом заброшенном автобусе недалеко от границ национального парка Денали. Он жил в диких условиях, занимаясь охотой и собирательством. По одной из версий, в результате роковой ошибки Крис отравился ядовитыми семенами диких растений и мучительно умер от слабости и истощения организма.
Книга была опубликована в 1996 году и, по версии «Нью-Йорк Таймс», была бестселлером на протяжении двух лет. По мотивам этой книги Шон Пенн в 2007 году снял фильм «В диких условиях», после которого об истории Кристофера Маккендлесса узнал весь мир.

### «В разрежённом воздухе»
Книга посвящена трагедии коммерческой экспедиции на Эверест, когда погибло пятеро участников-альпинистов, включая руководителя — Роба Холла и в другой коммерческой экспедиции погиб её руководитель Скотт Фишер.
Джон по заданию журнала Outside стал участником экспедиции на Эверест в мае 1996 года. Её организовала новозеландская компания «Консультанты по приключениям», возглавляемая Робом Холлом. Роб Холл и Скотт Фишер из компании «Горное Безумие» решили объединиться на время восхождения на Эверест, однако допустили много ошибок. На вершину Эвереста группа взошла во второй половине дня, во время спуска у альпинистов закончился кислород, а затем они попали в сильнейшую бурю. Буря продолжалась два дня, и в ней погибли руководители экспедиций Роб Холл, Скотт Фишер и гид Энди Харрис, а также два клиента компании «Консультанты по приключениям». Один из клиентов «Консультантов по приключениям» Бек Уизерс был дважды принят за погибшего и оставлен на горе, но он чудом уцелел и в дальнейшем пережил множество ампутаций.
В книге Кракауэр осуждает коммерциализацию Эвереста, приводя также факт гибели экспедиции индо-тибетской пограничной службы, которые поднимались в тот же день со стороны Тибета.
Одним из виновных в трагедии Джон Кракауэр считает Анатолия Букреева, который спустился в лагерь раньше всех членов группы, так как был без кислородного баллона и слишком легко одет. В 1997 году Анатолий Букреев в соавторстве с Вестоном Де-Уолтом написал книгу «Восхождение. Трагические амбиции на Эвересте» (англ. The Climb, переведена на русский П. Т. Сергеевым, в русских изданиях называется «Восхождение» и «Эверест. Смертельное восхождение»), где привёл своё мнение о полной неподготовленности обеих экспедиций и безрассудстве их погибших руководителей, а также ответил на обвинения Кракауэра, что был хорошо одет и не пользовался кислородом, чтобы не погибнуть в горах от слабости, если кислород закончится, а спустился в лагерь по указанию руководителя экспедиции Скотта Фишера, чтобы взять запас кислорода и выйти навстречу спускающимся членам группы. Де-Уолт заметил, что Анатолий Букреев один спас троих клиентов своей компании во время снежного бурана в темноте, в то время как сам Кракауэр, шерпы и другие клиенты отказались ему помогать (впоследствии 6 декабря 1997 года Американский альпийский клуб наградил Букреева премией имени Дэвида Соулса, вручаемой альпинистам, спасшим в горах людей с риском для собственной жизни).
Книга Джона Кракауэра стала бестселлером в США, а затем и во всем мире. Журнал «Тайм» признал её книгой года. Кроме того, книга возглавила список бестселлеров по мнению журнала «Нью-Йорк Таймс». Книга «В разреженном воздухе» выдвигалась на Пулитцеровскую премию. В 2016 году книга была переиздана на русском языке под названием «Эверест. Кому и за что мстит гора?».
По мотивам книги были сняты документальные фильмы. В 1997 году снят художественный фильм «Смерть в горах: Смерть на Эвересте» (англ. Into Thin Air: Death on Everest). Режиссёром фильма стал Роберт Марковиц. На русском языке существует любительский перевод.
В 2015 году вышел ещё один фильм, снятый по этой книге — «Эверест» (англ. Everest), реж. Балтазар Кормакур. Фильм вышел в прокат в России в октябре 2015 года.

### «Под знаменем небес»
В 2003 году Джон Кракауэр выпустил книгу «Под знаменем небес: История жестокой веры». В книге рассматривается вопрос христианских сект, особенно большое внимание уделено мормонам. Кракауэр осуждает многоженство мормонов. Также описывается история братьев Лафферти, убивших по велению Бога жену и маленькую дочку своего младшего брата. В России книга вышла в издательстве «Эксмо» под названием «Под знаменем Рая. Шокирующая история жестокой веры мормонов».
По мотивам этой книги Том Эллиот снял документальный фильм «Под знаменем небес», который вышел в прокат в 2014 году.
В 2022 году на стриминговом сервисе Hulu состоялась премьера телевизионной адаптации книги — мини-сериала «Под знаменем небес», созданного Дастином Лэнсом Блэком. В главных ролях снялись Эндрю Гарфилд, Сэм Уортингтон и Дейзи Эдгар-Джонс. Мини-сериал получил в целом положительные отзывы критиков.

### «Как мужчины достигают славы: одиссея Пэта Тиллмана»
В 2009 году вышла книга «Как мужчины достигают славы: одиссея Пэта Тиллмана». Пэт Тиллман был национальным героем США и являлся одним из лучших игроков в американский футбол. В 2002 году после терактов 11 сентября Пэт Тиллман отправился бороться с террористами в Афганистан. Тиллман погиб под «дружественным огнём» во время патрулирования в провинции Хост. Первая реляция о смерти Тиллмана гласила, что он вместе с отрядом попал в засаду возле деревни Сперах в 40 километрах к юго-западу от Хоста, возле границы с Пакистаном, и погиб в перестрелке с террористами. Тиллман был посмертно награждён «Серебряной звездой», «Пурпурным сердцем» и получил посмертное повышение до звания капрала. Однако через пять недель военного расследования было сообщено, что Пэт стал жертвой «дружественного огня», то есть он был убит американскими солдатами в неразберихе, последовавшей за взрывом мины у военной автоколонны. В ходе расследования выяснилось, что непосредственному командованию капрала было известно об истинных причинах его гибели с самого начала, но эта информация была скрыта от прессы.
В 2010 году вышел документальный фильм «История Тиллмана» (англ. The Tillman Story).

### «Три чашки лжи: Как Грег Мортенсон, герой благотворительной организации, сбился с пути»
В 2011 году Джон Кракауэр опубликовал на сайте Амазон электронную книгу «Три чашки лжи: Как Грег Мортенсон, герой благотворительной организации, сбился с пути». Книга является ответом на бестселлер «Три чашки чая» Грега Мортенсона. Грег Мортенсон — основатель благотворительной организации «Институт Центральной Азии», построил в удалённых горных районах Пакистана и Афганистана много школ для детей. Книга «Три чашки чая» — это автобиография Грега Мортенсона. Грег был альпинистом и чуть не дошёл до вершины Чогори, на спуске он заблудился и попал в деревню жителей балти, увидел, что дети учатся на улице, и решил строить школы. Грегу мешали местные муллы и террористы, однажды он даже провёл 8 дней в плену Талибана в Вазиристане. Строя школы, он ликвидировал безграмотность, лишая террористов поддержки.
Джон Кракауэр оказал Грегу Мортенсону дружескую поддержку, организовал благотворительный вечер и финансово поддержал проект по строительству школ. Однако после выхода книги он заметил множество неточностей и начал изучать историю Грега. По его слвоам Грег создал себе образ святого человека — героя для общества, а на самом деле он не попадал в деревню, спускаясь с Чогори, не был в плену у Талибана, неправильно расходовал средства для постройки школ и не построил такого количества школ, о каком говорит.

## Критика
Анатолий Букреев просил убрать клевету на себя, однако Кракауэр отказался, так как считал, что никакой клеветы в книге «В разрежённом воздухе» не было. Букреев в соавторстве с Вестоном Де-Уолтом опубликовал в 1997 году ответную книгу «Восхождение. Трагические амбиции на Эвересте», где рассказал свою версии того, что произошло во время трагедии на Эвересте. Обе книги написаны достаточно подробно, с точной хронологией.
О конфликте между Букреевым/де Уолтом и Джоном Кракауэром, о происхождении травли Кракауэра в российском интернете подробно написано в статье переводчика книги, мастера спорта и инструктора по альпинизму Сергея Калмыкова «О книге Д. Кракауэра „В разрежённый воздух“»